# 北海道大学大学院工学研究院・大学院工学院・工学部

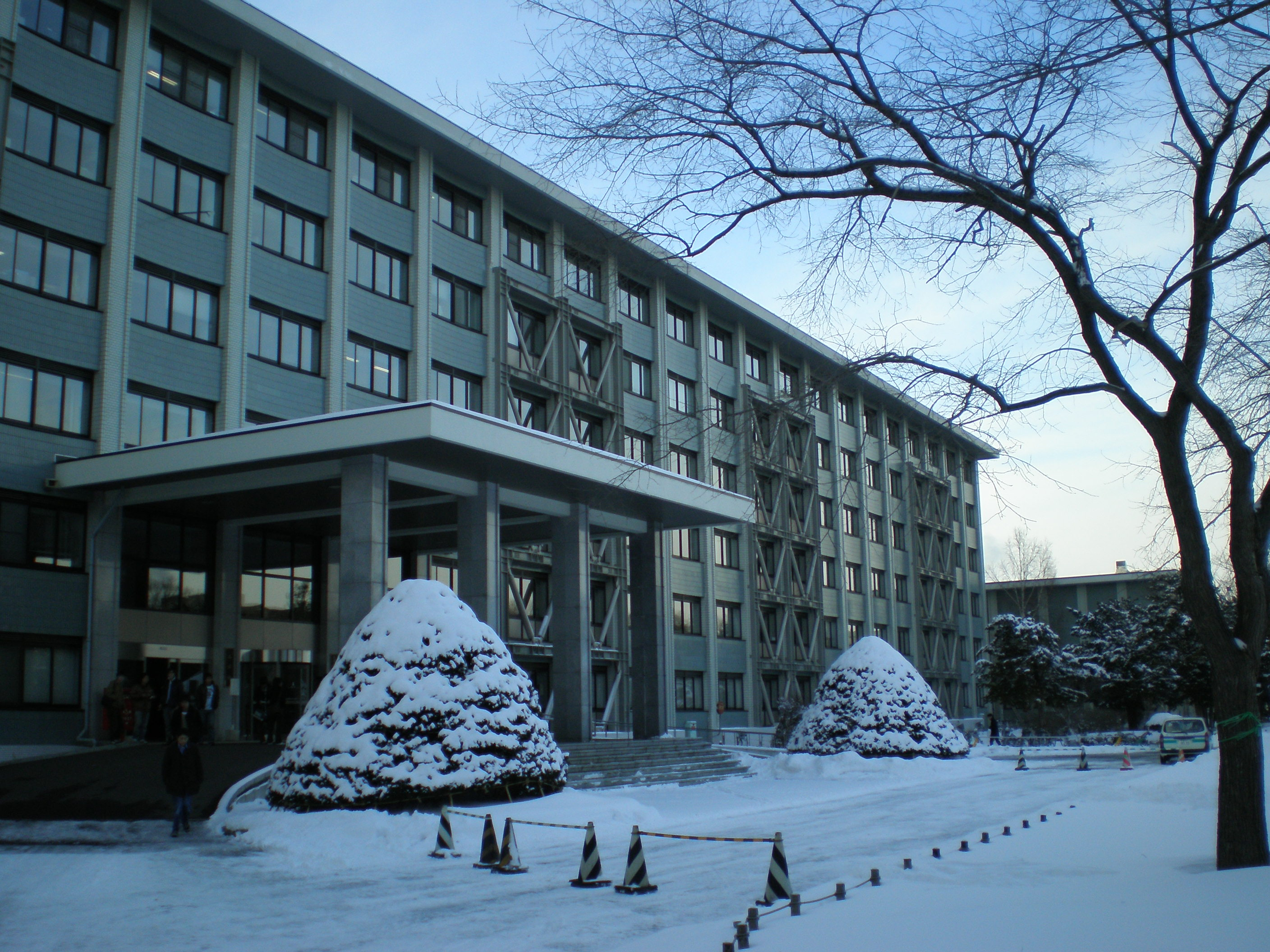
工学部棟（札幌キャンパス）

北海道大学大学院工学研究院（ほっかいどうだいがくだいがくいんこうがくけんきゅういん、英称:School of Engineering）及び北海道大学大学院工学院（ほっかいどうだいがくだいがくいんこうがくいん、英称:Graduate School of Engineering）は、北海道大学大学院に設置される研究科以外の組織の一つである。また、北海道大学工学部（ほっかいどうだいがくこうがくぶ、英称:School of Engineering）は、北海道大学に設置される学部の一つである。

## 概要
北海道大学工学部は、1924年に北海道帝国大学に設置された学部である。1953年に大学院工学研究科を設置し、1997年には大学院重点化を完了した。工学を通じて社会に貢献することを理念としている。2010年には鈴木カップリングで著名な鈴木章名誉教授がノーベル化学賞を受賞している。

## 沿革
- 1924年 - 北海道帝国大学に工学部を設置[1]。
- 1953年 - 大学院工学研究科を設置[1]。
- 1997年 - 大学院重点化が完了[1]。
- 2004年 - システム情報工学専攻及び電子工学専攻を廃止し大学院情報科学研究科を設立[1]。
- 2007年 - 北海道大学大学院工学院・九州大学大学院工学府共同資源専攻を設置[1]。

## 学科
- 入学・編入学定員680人[4]
  - 応用理工系学科[4]
  - 情報エレクトロニクス学科[4]
  - 機械知能工学科[4]
  - 環境社会工学科[4]

## 著名な出身者

### 政治
- 岩本政光 - 北海道開発政務次官（第1次中曽根内閣）、参議院議員（2期）[5]、北海道議会議員（2期）[6]
- 坂川優 - 福井市長（第15代）[7]、福井県議会議長（第80代）[8]
- 桜井宏 - 衆議院議員（1期）、北見工業大学助教授（1992年[9] - 2000年[9]）
- 佐田玄一郎 - 内閣府特命担当大臣（規制改革担当）兼国・地方行政改革担当大臣兼公務員制度改革担当大臣兼地域活性化担当大臣兼道州制担当大臣（第1次安倍内閣）[10]、衆議院議員（9期）[11]
- 堂垣内尚弘 - 北海道知事（第3代）[12]、北海道開発事務次官（第5代）
- 西川将人 - 旭川市長（第9代）、旭川空港ビル社長
- 前田一男 - 北海道議会議員、衆議院議員（2期）[13]、北海道松前町長（2期）
- 吉谷一次 - 函館市長（第3代）、函館市水道部長

### 行政
- 和泉晶裕 - 国土交通省北海道局長、国土交通省北海道開発局長
- 伊藤正秀 - 国土交通省国土技術政策総合研究所長、土木研究センター理事長
- 井上興治 - 運輸省技術総括審議官、港湾技術研究所長、みらい建設工業社長
- 岩﨑泰彦 - 国土交通省国土技術政策総合研究所長、国土交通省九州地方整備局長、福岡県県土整備部長
- 岡部和憲 - 国土交通省北海道局長、国土交通省大臣官房審議官
- 小川譲二 - 北海道開発庁北海道開発局長、学校法人北海学園理事長
- 小野薫 - 北海道開発事務次官、日本工営副社長、経済調査会理事長
- 小野寺誠一 - 国土交通省大臣官房参事官、茨城県土木部長、土木研究所主任研究員
- 柿崎恒美 - 国土交通省北海道局長、国土交通省北海道開発局長[14]
- 加藤昭 - 北海道開発事務次官、ダム水源地環境整備センター理事長
- 加藤恒太郎 - 国土交通省中部地方整備局副局長、豊田市副市長
- 栢原英郎 - 運輸省技術総括審議官、運輸省港湾局長、土木学会会長
- 川北和徳 - 東京都水道局長、東京水道サービス社長
- 川上伸昭 - 文部科学省科学技術・学術政策局長、公立大学法人宮城大学理事長兼学長
- 清塚雅彦 - 横浜市水道局水道技術管理者、水道技術研究センター常務理事
- 久保赳 - 建設省下水道部長、日本下水道事業団理事長、日本下水道協会理事長
- 熊谷勝弘 - 北海道開発庁北海道開発局長、伊藤組土建副社長
- 小池幸男 - 国土交通省国土交通大学校副校長、千葉県県土整備部長、徳島県県土整備部長
- 後藤和正 - 茨城県土木部長、ひたちなか商工会議所副会頭、日本港湾協会鮫島賞
- 小峰良介 - 東京都技監、東京都建設局長、日本自動車ターミナル社長
- 今日出人 - 国土交通省北海道開発局長、ドーコン社長、元北海道大学特任教授
- 佐藤克英 - 国土交通省東北地方整備局長、国土交通省水資源部長、八代市副市長
- 澤田和宏 - 国土交通省北海道局長、復興庁宮城復興局長、内閣官房内閣審議官
- 品川守 - 国土交通省北海道局長、国土交通省北海道開発局建設部長
- 進藤崇 - 内閣府参事官、茨城県土木部長、近代設計技師長
- 新保幸一 - 文部科学省技術参事官、東京工業高等専門学校長、国立教育政策研究所文教施設研究センター長
- 鈴木英一 - 国土交通省北海道開発局長、北海道大学特任教授、伊藤組土建副社長
- 清治真人 - 技監、国土交通省河川局長、建設物価調査会理事長、東京建設コンサルタント会長
- 関博之 - 国土交通省北海道局長、国土交通省大臣官房審議官、岩田地崎建設副社長
- 前佛和秀 - 環境省環境再生・資源循環局長[15]
- 高井修 - 北海道副知事、伊藤組会長、北海道経済連合会副会長
- 髙橋季承 - 国土交通省北海道局長、国土交通省大臣官房審議官
- 高秀秀信 - 建設事務次官、横浜市長、水資源開発公団総裁
- 高松泰 - 国土交通省北海道局長、北海道大学特任教授
- 谷明人 - 経済産業省大臣官房技術総括審議官、お茶の水女子大学理事、JX金属主席技師
- 田村秀夫 - 国土交通省北海道局長、国土交通省大臣官房審議官
- 土屋定之 - 文部科学事務次官、駐ペルー大使
- 土居健太郎 - 環境省水・大気環境局長、環境省環境再生・資源循環局長[16]
- 富樫凱一 - 建設技監、建設省道路局長、日本道路公団総裁、土木学会会長、文化功労者
- 戸部智弘 - 北海道開発事務次官、北海道建設業信用保証社長
- 中島武 - 建設省関東地方建設局長、地崎工業社長
- 新山惇 - 北海道開発事務次官、北海道建設業信用保証社長
- 橋場克司 - 国土交通省北陸地方整備局長、大日本コンサルタント副社長
- 橋本幸 - 国土交通省北海道局長、コンカリーニョ副理事長
- 平野浩一 - 神奈川県県土整備局長、神奈川県技監、神奈川県公園協会理事長
- 平野道夫 - 国土交通省北海道開発局長、ドーコン社長
- 藤山秀章 - 国土交通省北陸地方整備局長、国土交通省水資源部長、福田組副社長
- 本田幸一 - 国土交通省北海道開発局長、宮坂建設工業副社長
- 本多満 - 国土交通省北海道開発局長、北海道開発技術センター理事長
- 水島徹治 - 国土交通省北海道局長、国土交通省北海道開発局長
- 水本良則 - 建設省東北地方建設局道路部長、矢巾町副町長、ふるさと矢巾会副会長
- 村尾公一 - 東京都技監、東京都建設局長、首都大学東京客員教授、JR東日本技術顧問
- 茂木正 - 経済産業省大臣官房政策立案総括審議官、経済産業省商務情報政策局商務・サービスグループ長、資源エネルギー庁省エネルギー・新エネルギー部長[17]
- 本山智啓 - 東京都水道局多摩水道改革推進本部長、日本ダクタイル鉄管協会理事長
- 矢島敬雅 - 中小企業庁経営支援部長、日本鉱業協会副会長
- 山本隆幸 - 国土交通省北海道局長、岩田地崎建設会長、北海道経済連合会副会長
- 吉崎収 - 環境省放射性物質汚染対処技術統括官、日本橋梁建設協会副会長、雪センター理事長
- 吉田永 - 東京都水道局長、日本水道協会理事長
- 吉田義一 - 国土交通省北海道局長、国土交通省北海道開発局長
- 和田篤也 - 環境事務次官、環境省総合環境政策統括官
- 渡辺学 - 国土交通省近畿地方整備局長、国土交通省大臣官房審議官、茨城県土木部長

### 経済
- 石原廣司 - 元古河電気工業社長兼CEO兼COO、元日本電線工業会会長、前島密賞
- 石山喬 - 元日本軽金属ホールディングス社長、元日本アルミニウム協会会長
- 大内全 - 元北海道電気保安協会理事長、元北海道電力副社長、元北海道経済連合会会長
- 大田弘 - 元熊谷組社長、元日本土木工業協会副会長、元日本建設機械施工協会副会長
- 大西匡 - 元豊田工機会長兼社長、元日本工作機械工業会会長
- 小野木聖二 - 元アズビル社長、元日本電気制御機器工業会会長、元日本電気計測器工業会会長
- 小野武彦 - 元清水建設副社長、元土木学会会長
- 柿沼博彦 - 元JR北海道会長
- 加藤光久 - 元豊田中央研究所会長、元トヨタ自動車副社長、元自動車技術会会長
- 岸本純幸 - 元JFEエンジニアリング社長兼CEO
- 木股昌俊 - クボタ社長、関西経済連合会副会長
- 小方功 - ラクーンホールディングス創業者・社長
- 小松研一 - 元東芝メディカルシステムズ社長、元日本医療機器産業連合会副会長、元日本画像医療システム工業会会長
- 近藤龍夫 - 元北海道電力社長、元北海道経済連合会会長
- 坂本眞一 - 元JR北海道社長、元北海道経済連合会副会長、元北海道経済同友会代表幹事
- 佐々木紫郎 - 元トヨタ自動車副社長、元豊田中央研究所代表取締役、元自動車技術会会長
- 佐々木眞一 - 元首都高速道路会長、元名古屋グランパスエイト社長、元トヨタ自動車副社長、デミング賞本賞
- 佐々木康志 - 元NTTデータ経営研究所社長
- 佐藤敏彦 - シチズン時計社長
- 沢邦彦 - 元富士電機ホールディングス社長、元電気学会会長
- 蛇川忠暉 - 元日野自動車社長、元トヨタ自動車副社長、元日本科学技術連盟理事長、デミング賞本賞
- 白井芳夫 - 元日野自動車社長、元豊田通商副会長、藍綬褒章
- 進藤清貴 - 元王子ホールディングス社長、元日本製紙連合会会長
- 杉江和男 - 元DIC社長、元日本化学工業協会副会長、元合成樹脂工業協会会長、元化成品工業協会会長
- 鈴木朋子 - 日立製作所技師長、日本学術会議会員
- 数土文夫 - 東京電力ホールディングス会長、元JFEホールディングス社長、元NHK経営委員長
- 関四郎 - 元明電舎社長、元電気学会会長
- 宋文洲 - ソフトブレーン創業者
- 園田保男 - 元東洋エンジニアリング社長、元エンジニアリング振興協会理事長
- 竹鶴威 - 元ニッカウヰスキー社長
- 津田紘 - 元スズキ社長
- 中野友雄 - 元北海道電力社長、元北海道経済連合会会長
- 中村雅知 - 元日本製紙グループ本社社長
- 中本伸一 - 元ハドソン副社長、ボンバーマンシリーズ開発者
- 服部裕之 - ビー・ユー・ジー創業者・元社長
- 増子次郎 - 東北電力会長、東北経済連合会会長
- 真弓明彦 - 北海道電力社長、北海道経済連合会会長、電気事業連合会副会長
- 村田利文 - ソフトフロントホールディングス創業者、エンジェル投資家
- 吉井伸一郎 - サイジニア創業者・CEO、元北海道大助教授
- 吉岡賢 - 元ポリゴンマジック社長、タボット社長
- 若生英雅 - ビー・ユー・ジー創業者・元社長

### 研究
- 青木由直 - 情報メディア工学、北海道大学名誉教授、北海道マイクロコンピュータ研究会設立者、サッポロバレー形成に貢献
- 東信彦 - 氷雪学、元長岡技術科学大学学長、元南極地域観測隊ドームふじ越冬隊長
- 鮎田耕一 - コンクリート工学、第8代北見工業大学学長、寒地技術賞
- 有江幹男 - 流体工学、第12代北海道大学総長、マサチューセッツ大学名誉工学博士
- 五十嵐日出夫 - 都市計画学、北海道大学名誉教授、元北海道開発技術センター会長
- 石井裕 - 情報工学、マサチューセッツ工科大学教授、MITメディアラボ副所長、CHIアカデミー
- 泉清人 - 建築環境工学、元室蘭工業大学学長
- 伊藤精彦 - 電子工学、北海道大学名誉教授、元苫小牧工業高等専門学校長、元電子情報通信学会通信ソサイエティ会長
- 射場本忠彦 - 建築環境工学、東京電機大学学長、元空気調和・衛生工学会会長、元国際エネルギー機関蓄熱実施協定執行委員会日本代表
- 伊福部達 - 音響学、東京大学名誉教授、元日本バーチャルリアリティ学会会長
- 井野智 - 構造工学、北海道大学名誉教授、元北海道情報大学学長
- 上塚寛 - 原子力工学、元日本原子力研究開発機構理事、元原子力科学研究所所長、元日本原子力学会会長
- 大内東 - システム工学、北海道大学名誉教授、元観光情報学会会長
- 岡本聡 - 計算機科学、慶應義塾大学特任教授
- 小川博三 - 都市計画学、元北海道大学教授、元仏領印度支那土木局事務管掌補佐
- 小澤保知 - 電気工学、北海道大学名誉教授、元北海道自動車短期大学学長
- 笠原伸介 - 衛生工学、大阪工業大学教授
- 柏谷悦章 - 金属工学、京都大学教授
- 嘉数侑昇 - 機械要素、北海道大学名誉教授、精機学会大越記念賞
- 川瀬正明 - 光通信工学、元NTT基礎研究所研究企画部部長、元公立千歳科学技術大学理事長兼学長、紫綬褒章、逓信協会前島賞
- 岸浪建史 - 機械工学、北海道大学名誉教授・元副学長、元釧路工業高等専門学校長、北海道青少年科学文化財団理事長
- 岸徳光 - 土木工学、室蘭工業大学名誉教授・元副学長、元釧路工業高等専門学校長
- 木下重教 - 資源開発工学、北海道大学名誉教授、日本鉱業会論文賞
- 木谷勝 - 機械工学、北海道大学名誉教授、元釧路工業高等専門学校長、元日本流体力学会会長
- 栗城眞也 - 医用生体学、北海道大学名誉教授、元日本生体磁気学会会長
- 黒川一哉 - 材料工学、北海道大学名誉教授、元苫小牧工業高等専門学校長
- 小池東一郎 - 電力工学、北海道大学名誉教授、元北見工業大学学長、元道都大学学長
- 小柴正則 - 電子工学、北海道大学名誉教授、元電子情報通信学会会長
- 小林哲生 - 生体医工学、京都大学名誉教授、国際複合医工学会 (ICME) 副理事長
- 小林晴夫 - 化学工学、北海道大学名誉教授、日本化学会賞
- 小林幸徳 - 機械工学、北海道大学名誉教授、苫小牧工業高等専門学校長
- 斉藤武 - 熱工学、北海道大学名誉教授、元豊橋技術科学大学副学長、元日本伝熱学会会長
- 佐伯浩 - 土木工学、第17代北海道大学総長、寒地港湾空港技術研究センター会長、アークス取締役
- 佐藤馨一 - 交通工学、北海道大学名誉教授、元北海道開発技術センター会長
- 佐藤靖彦 - 設計工学、早稲田大学教授、セメント協会論文賞
- 柴田拓二 - 建築学、北海道大学名誉教授、日本建築学会賞大賞
- 鈴木浩平 - 機械工学、東京都立大学名誉教授、元日本地震工学会会長、元日本クレーン協会会長
- 鈴木正敏 - 通信工学、元KDDI研究所副所長、元光エレクトロニクス・光通信国際会議運営委員長、紫綬褒章、前島密賞
- 関口恭毅 - 経済学、北海道大学名誉教授、日本OR学会事例研究奨励賞
- 関信弘 - 機械工学、北海道大学名誉教授、元北海道職業訓練短期大学校校長、元日本熱物性研究会会長
- 田頭博昭 - 電気工学、北海道大学名誉教授、元室蘭工業大学学長
- 竹山太郎 - 材料工学、北海道大学名誉教授、元日本電子顕微鏡学会会長
- 竹内榮 - 金属工学、東北大学名誉教授、元室蘭工業大学学長
- 伹野茂 - 機械工学、北海道大学名誉教授、函館工業高等専門学校長、元苫小牧工業高等専門学校長、元全国高等専門学校連合会会長
- 田中啓司 - 物理学、元北海道大学教授
- 谷口綾子 - 土木計画学、筑波大学教授、交通図書賞
- 谷口博 - 機械工学、北海道大学名誉教授、元日本統合医療美容学会代表理事、アメリカ機械学会FACT賞
- 田村亨 - 交通工学、北海道大学名誉教授、北海道開発技術センター会長
- 近久武美 - 機械工学、北海道大学名誉教授、元北海道職業能力開発大学校長、元日本伝熱学会会長
- 土岐祥介 - 土木工学、北海道大学名誉教授、元北海道土木技術会会長
- 丹保憲仁 - 環境工学、第15代北海道大学総長、北海道立総合研究機構理事長、元土木学会会長、元大学基準協会会長
- 栃内香次 - 自然言語処理、北海道大学名誉教授
- 中川邦夫 - 機械工学、元大阪工業大学教授
- 中島健 - 原子力工学、京都大学教授、日本原子力学会会長
- 中山恒義 - 物理学、北海道大学名誉教授、アメリカ物理学会フェロー、英国物理学会フェロー
- 成田吉弘 - 機械工学、北海道大学名誉教授、元日本機械学会機械力学・計測制御部門長
- 名和豊春 - 建築学、第19代北海道大学総長、日本コンクリート工学会賞、土木学会吉田賞
- 二宮博正 - 核融合、元日本原子力研究開発機構核融合研究開発部門長、元プラズマ・核融合学会会長
- 長谷川淳 - 電気工学、北海道大学名誉教授、元北海道情報大学学長、元電気学会会長
- 長谷山美紀 - 情報工学、北海道大学副学長
- 秦謹一 - 機械工学、北海道大学名誉教授
- 馬場直志 - 物理工学、北海道大学名誉教授、元室蘭工業大学副学長
- 塙隆夫 - 生体材料学、東京医科歯科大学教授、元日本バイオマテリアル学会会長、元日本歯科理工学会理事長
- 福迫尚一郎 - 熱工学、北海道大学名誉教授、元日本伝熱学会会長、元日本熱物性学会会長
- 深澤裕 - 物理学、日本原子力研究開発機構研究主幹、井上研究奨励賞、日本原子力研究開発機構研究開発功績賞
- 福岡捷二 - 河川工学、広島大学名誉教授、元国土交通省社会資本整備審議会会長、土木学会功績賞、日本河川協会河川功労賞
- 藤田修 - 機械工学、北海道大学教授、日本マイクログラビティ応用学会会長、国際燃焼学会副会長
- 藤田嘉夫 - 土木工学、北海道大学名誉教授、元日鐵セメント取締役、土木工学吉田賞
- 星光一 - 切削工学、北海道大学名誉教授、元旭川工業高等専門学校長、元精密工学会副会長
- 松本秋男 - 電気工学、北海道大学名誉教授、元国際電気通信技術研究所所長、元電気通信学会副会長
- 松本健郎 - 生体工学、名古屋大学教授、元日本機械学会バイオエンジニアリング部門長
- 松本正 - 電気工学、北海道大学名誉教授、元北海道工業大学学長
- 松本政秀 - 衛生工学、大阪工業大学教授
- 三上隆 - 土木工学、北海道大学名誉教授・元副学長、北海道産学官研究フォーラム理事長
- 水野忠彦 - 常温核融合、元北海道大学助教、国際常温核融合学会賞ジュリアーノ・プレパラータ・メダル、熱・電気エネルギー技術財団賞
- 宮永喜一 - 電子工学、北海道大学名誉教授、公立千歳科学技術大学理事長兼学長、元電子情報通信学会通信ソサイエティ会長
- 宮本登 - 機械工学、北海道大学名誉教授、元日本機械学会理事、元自動車技術会理事
- 宮脇勝 - 都市工学、千葉大学教授、国土交通大臣賞
- 村井祐一 - 機械工学、北海道大学教授、日本機械学会論文賞
- 村上征勝 - 計量文献学、統計数理研究所名誉教授
- 村山正 - 機械工学、北海道大学名誉教授、元北海道自動車短期大学学長
- 室橋春光 - 心理学、北海道大学名誉教授
- 矢久保考介 - 物理学、北海道大学教授
- 山口真史 - 太陽光発電、豊田工業大学シニア研究スカラ、文部科学大臣表彰科学技術賞
- 山田元 - 機械工学、北海道大学名誉教授、元日本機械学会副会長
- 山本強 - 情報工学、北海道大学教授
- 四ツ柳隆夫 - 化学工学、東北大学名誉教授、元宮城工業高等専門学校長、元日本分析化学会会長、元日本化学会副会長

### 技術、文化
- 延藤安弘 - 建築家、元千葉大学教授、日本建築学会賞論文賞
- 東條隆郎 - 建築家、三菱地所設計取締役
- 堀越哲美 - 環境デザイナー、名古屋工業大学名誉教授、愛知産業大学学長、元日本生気象学会会長
- 藤原章生 - ジャーナリスト、毎日新聞社編集委員、開高健ノンフィクション賞
- 木野工 - 小説家、元北海タイムス論説委員、北海道新聞文学賞
- 夕野ヨシミ - 作詞家、IOSYS設立者

### その他
- 鈴木潤 - フィギュアスケート選手、全日本選手権10位
- 宮本充 - 俳優、声優、ナレーター
- 奥寺健 - フジテレビジョンアナウンサー
- 堀内美里 - 北海道放送アナウンサー
- 山田文裕 - 北海道放送プロデューサー
- 近藤はじめ - 北海道放送アナウンサー、気象予報士
- 磯田彩実 - テレビ北海道アナウンサー
- 大道芸人Taka - 大道芸人、プロパフォーマー
- 佐藤敬一 - 元カトリック新潟教区司教

## 博士号取得者
- 青山英樹 - 機械工学、慶應義塾大学教授、元精密工学会副会長、元型技術協会会長
- 笹木圭子 - 資源工学、九州大学名誉教授、早稲田大学教授、元資源・素材学会会長、日本学術会議会員
- 成田裕一 - 電子工学、秋田大学名誉教授